# Brabham BT55
O  BT55  é o modelo utilizado da Brabham na temporada de 1986 de F-1. Condutores: Riccardo Patrese, Elio de Angelis e Derek Warwick.
Foi o projeto mais radical de Gordon Murray em toda a história da sua carreira na Brabham. Alcunhado de “Skate” pela imprensa especializada, contribuiu para o seu declínio e posterior desaparecimento da equipe comandada por Bernie Ecclestone, e foi também o projeto final de Murray antes de rumar para a McLaren.
Desde que Murray projetou o Brabham BT52 em 1983, e que dera o título de pilotos a Nelson Piquet, os projetos seguintes eram de certa forma uma continuidade desse projeto vencedor, com o motor BMW Turbo de quatro cilindros em linha L4. Murray sentia que, com o BT54, de 1985, tinha chegado ao seu limite aerodinâmico. E nesse ano, a Brabham não tinha tido uma grande temporada, vencendo apenas uma corrida e conseguindo o quinto lugar no Mundial de Construtores. Assim sendo, Murray tinha de fazer uma abordagem totalmente radical em relação ao resto do pelotão, se queria recuperar alguma da competitividade. E foi aí que surgiu o modelo BT55.
O conceito do BT55 seria simples: aumentar o “downforce” da asa traseira, baixando o centro de gravidade do carro. Para fazer isso, teria de fazer deitar o piloto e o motor, retirando o obstáculo que existia atrás do piloto, que era o motor. Neste caso, o motor BMW era muito alto em relação a outros e ele pretendeu fazê-lo “deitar” no sentido de fazer o carro mais eficiente e alcançar os seus objetivos. Quanto à nova posição de pilotagem, era a recuperação de algo que existia nos anos 60, mas que se tinha modificado nos chassis dos anos 80 para uma posição mais elevada.
Murray tinha em Nelson Piquet um aliado precioso, pois Piquet sempre teve a obsessão pelas mais baixas posições de pilotagem. Nos seus tempos de Formula 3, costumava-se deitar ainda mais dentro do seu Ralt, para ganhar umas centenas de RPM na reta de Silverstone. Foi com essa mania que uns anos mais tarde, quando se mudou para a Williams em 1986, que ele pediu para Patrick Head lhe fazer um chassis mais baixo. Quando Nigel Mansell descobriu, até chegou a pilotar um FW11B sem assento, baixando a sua posição pouco mais de 1 cm, e com isso ganhar uns 25 kg de apoio aerodinâmico. Uma coisa positiva houve a pertir deste projecto - a partir daqui, as posições de pilotagem passariam a ser mais deitadas.
Além da saída de Nelson Piquet, após sete anos de bons serviços a Bernie Ecclestone, o outro piloto da equipe, o suíço Marc Surer, foi para a Arrows. No seu lugar chamaram dois italianos: Riccardo Patrese, que estava de volta à equipa após duas temporadas na Alfa Romeo, que tinha abandonado a competição no final da época anterior, e Elio de Angelis, que tinha vindo da Lotus.
Nos testes de pré-temporada, cedo se viu que o carro gerava uma enorme “downforce”, tal como Murray previra. Mas também se viu que os níveis de arrasto eram perigosamente altos, prejudicando as performances do carro. Apesar de cedo se ter revelado esse problema, resolvê-lo tornou-se numa tarefa difícil, ao qual o motor BMW não ajudava muito logo. Assim sendo, Patrese e De Angelis tomaram consciência de que esta seria uma temporada com dificuldades, pois tudo era novo. Até na maneira como os pilotos deveriam conduzir…
Anos depois, Gordon Murray explicou as razões pelas quais o carro não funcionou como devia:
“Tive uma abordagem demasiado ambiciosa em relação ao carro. O motor era demasiado alto para aquilo que queremos, e quando baixamos o motor, não funcionava tão eficazmente quanto queríamos. Para além disso, tivemos demasiados problemas com o Turbo, com incontáveis falhas de óleo, e uma má distribuição de peso.”
Quando a temporada começou, as performances eram modestas e as desistências eram normalmente o destino dos carros de De Angelis e Patrese. Nas quatro primeiras corridas do ano, ambos só tinham chegado ao fim por uma vez: 8º em Jacarépaguá para o piloto de Roma, 6º em Ímola para o piloto de Padova (primeiro ponto na temporada).
Um outro problema percebido posteriormente foi que os pneus eram os mesmos dos outros carros e continuavam a ter a mesma percentagem - cerca de 60% - da área frontal. O BT55 conseguiu aumentar o apoio entre 22 e 32%, comparado com o BT54, mas com a pesada penalização de um grande arrasto. Por isso era excessivamente lento em retas.
E foi na tentativa de melhorar as performances do carro que Elio de Angelis falece em Paul Ricard, no dia 15 de Maio de 1986. Em uma sessão de treinos o carro de Elio De Angelis perde a asa traseira em plena reta, fica fora de controle e bate de cabeça para baixo no guard-rail, provocando um incêndio. A infra-estrutura de socorros era pequena e alguns pilotos e mecânicos tiveram que combater as chamas e a tirá-lo do carro. Infelizmente, o italiano tinha ficado sufocado com as chamas e a falta de oxigénio subsequente e tinha sofrido danos cerebrais irreversíveis. Morreria no dia seguinte, no hospital de Marselha, aos 28 anos de idade.
Em choque, a Brabham tinha que procurar um substituto. Essa vaga foi colmatada pelo inglês Derek Warwick, que nessa altura estava na equipe de Protótipos da Jaguar, depois de ter ficado sem lugar na Formula 1 com a retirada da equipe Renault no ano anterior (1985).
Ao longo da época, as falhas continuavam a acontecer: O motor BMW Turbo nunca tinha funcionado bem na sua nova posição, a caixa de velocidades, que tinha sofrido alterações radicais, era pouco confiável. Assim sendo, as quebras eram normais. E para piorar as coisas, as relações entre Murray e Ecclestone tinham se degradado, especialmente depois da morte de Elio de Angelis.
“Para piorar as coisas, ao longo da temporada, Ecclestone, que nada percebe de técnica, decidiu interferir nos aspectos técnicos. Eu, que nos 15 anos anteriores nunca tinha tido uma conversa desse calibre… provavelmente devia ter sido devido ao seu envolvimento na direcção da Formula 1. Sendo assim, no final da temporada, aceitei o convite da McLaren e terminei a minha colaboração com a equipa.”
Murray aceita o convite de Ron Dennis para projetar os seus bólidos, mas o conceito do BT55 não lhe sai da sua cabeça. Determinado para provar que a sua abordagem estava certa, mas os materiais estavam errados, a meio de 1987 começa a desenhar o carro para a temporada seguinte, a primeira com o motor Honda. E esse cerro era o McLaren MP4/4, que nas mãos capazes de Alain Prost e Ayrton Senna, quase monopolizou a temporada de 1988, uma das mais dominadoras de sempre na história da categoria máxima do automobilismo.

## Resultados[1]
(legenda)
| Ano  | Chassi | Motor               | Pneus | N° | Pilotos          | 1   | 2   | 3   | 4   | 5   | 6   | 7   | 8   | 9   | 10  | 11  | 12  | 13  | 14  | 15  | 16  | Pontos | Posição |  |
| ---- | ------ | ------------------- | ----- | -- | ---------------- | --- | --- | --- | --- | --- | --- | --- | --- | --- | --- | --- | --- | --- | --- | --- | --- | ------ | ------- |  |
|      |        |                     |       |    |                  |     |     |     |     |     |     |     |     |     |     |     |     |     |     |     |     |        |         |  |
|      |        |                     |       |    |                  | BRA | SPA | SMR | MON | BEL | CAN | EUA | FRA | GBR | GER | HUN | AUT | ITA | POR | MEX | AUS |        |         |  |
| 1986 | BT55   | BMW M12/13 L4 turbo | P     | 7  | Riccardo Patrese | Ret | Ret | 6   | Ret | 8   | Ret | 6   | 7   | *1  | Ret | Ret | Ret | Ret | Ret | 13  | Ret | 2      | 9°      |  |
| 1986 | BT55   | BMW M12/13 L4 turbo | P     | 8  | Elio de Angelis  | 8   | Ret | Ret | Ret |     |     |     |     |     |     |     |     |     |     |     |     | 2      | 9°      |  |
| 1986 | BT55   | BMW M12/13 L4 turbo | P     | 8  | Derek Warwick    |     |     |     |     |     | Ret | 10  | 9   | 8   | 7   | Ret | DNS | Ret | Ret | Ret | Ret | 2      | 9°      |  |

↑1  Por causa da falta de resultados do chassi BT55, Patrese teve que usar o BT54.